# Муфанг, Рут
Рут (Руфь) Муфанг (нем. Ruth Moufang; 10 января 1905[…], Дармштадт — 26 ноября 1977[…], Франкфурт-на-Майне, Гессен) — немецкий математик. Изучала математику во Франкфуртском университете. В 1931 году она получила докторскую степень. Cтала первой немецкой женщиной с докторской степенью, работавшей в качестве прикладного математика. В 1957 году она стала первой женщиной-профессором во Франкфуртском университете. Ушла на пенсию в 1970 году. В честь неё названы лупы Муфанг и плоскости Муфанг.

## Детство и семья
Рут родилась в семье немецкого химика Эдуарда Муфанга и Эльзы Фехт Муфанг. Эдуард Муфанг был сыном Фридриха Карла Муфанга (1848—1885) и Элизабет фон Мёрс из Майнца. Матерью Рут Муфанг была Эльза Фехт, дочь Александра Фехта (1848—1913) из Келя и Эллы Шольц (1847—1921). Рут была младшей из двух дочерей своих родителей, у неё была старшая сестра по имени Эрика.

## Образование и карьера
Муфанг изучала математику во Франкфуртском университете. В 1931 году она получила докторскую степень по проективной геометрии под руководством Макса Дена, а в 1932 году провела год в Риме в качестве стажера. После года в Риме она вернулась в Германию, чтобы читать лекции в Кёнигсбергском и Франкфуртском университетах.
Получив отказ от министра образования нацистской Германии в разрешении на преподавание, она работала в научно-исследовательском отделе концерна Krupp (линкоры, подводные лодки, танки, гаубицы, пушки и т. д.), где стала первой немецкой женщиной с докторской степенью, работавшей в качестве прикладного математика. В конце Второй мировой войны она возглавляла отдел прикладной математики в оружейной промышленности Круппа.
В 1946 году ей наконец разрешили занять должность преподавателя во Франкфуртском университете, а в 1957 году она стала первой женщиной-профессором в университете.
Муфанг ушла на пенсию в 1970 году. В 1965 году она была удостоена особой чести: в её честь вышел специальный раздел 87-го тома журнала Mathematische Zeitschrift (Математический журнал), посвящённый публикациям по случаю её 60-летия. В 2006 году во Франкфурте в её честь была названа улица, а в 2010 году Франкфуртский университет учредил Фонд Рут Муфанг для поддержки студентов и учёных университета.
Умерла 26 ноября 1977 во Франкфурте-на-Майне.

## Исследования
Исследования Муфанг в области проективной геометрии основывались на работах Давида Гильберта. Она написала новаторскую работу по неассоциативным алгебраическим структурам, включая лупы Муфанг, названные в её честь.
В 1933 году Муфанг показала, что теорема Дезарга неверна в плоскости Кэли. Плоскость Кэли использует октонионные координаты, которые не удовлетворяют закону ассоциативности. Подобные связи между геометрией и алгеброй ранее отмечались Карлом фон Штаудтом и Давидом Гильбертом. Таким образом, Рут Муфанг положила начало новому разделу геометрии, названному плоскостями Муфанг.
Она опубликовала 7 статей по этим темам:
- Zur Struktur der Projectiven Geometrie der Ebene (К структуре проективной геометрии плоскости) (1931);
- Die Einführung in der ebenen Geometrie mit Hilfe des Satzes vom vollständigen Vierseit (Введение в геометрию плоскости с помощью теоремы о полном четырёхстороннике) (1931);
- Die Schnittpunktssätze des projektiven speziellen Fünfecksnetzes in ihrer Abhängigkeit voneinander (Теоремы о точках пересечения проективной специальной сети пятиугольников в их взаимозависимости) (1932);
- Ein Satz über die Schnittpunktsätze des allgemeinen Fünfecksnetzes (Утверждение о теоремах пересечения общей сети пятиугольников) (1932);
- Die Desarguesschen Sätze von Rang 10 (Теоремы Дезарга ранга 10) (1933);
- Alternativkörper und der Satz vom vollständigen Vierseit D9 (Альтернативные тела и теорема о полном четырёхстороннике D9) (1934); и
- Zur Struktur von Alternativkörpern (К структуре альтернативных тел) (1934)[4].

Муфанг опубликовала только одну статью по теории групп, Einige Untersuchungen über geordenete Schiefkörper (Некоторые исследования об упорядоченных телах), которая появилась в печати в 1937 году.